# Dounash ben Labrat
Ne doit pas être confondu avec Dounash ibn Tamim.
Dounash ben Labrat (hébreu : דוּנָש בֵּן לָבְרָט Dûnaš bēn Labraṭ, arabe : دناش بن لبراط Dounash bin Labrat), dont le nom hébreu semble être Adonim Halevy (hébreu : אדונים הלוי), est un poète et grammairien hébraïque du Xe siècle (Fès, Maroc, 920 - Cordoue ?, Califat de Cordoue, 990 EC).
Il est le premier à utiliser la métrique arabe dans sa versification, inaugurant un nouveau style poétique en hébreu, et sa polémique avec Menahem ben Sarouḳ a fortement contribué à l'âge d'or de la culture juive en Espagne.

## Éléments biographiques
Dounash naît au Maroc, d'une famille juive berbère. Encore jeune, bien que connaissant déjà sans doute les travaux philologiques de Juda ibn Kuraysh et Dounash ibn Tamim, il fait route vers l'est, attiré par la réputation de Saadia Gaon, et devient son élève, ce dont il se vantera sa vie durant. 
Après la mort de Saadia (942 EC), Dounash retourne à Fès, et de là à Cordoue, qui devient, sous l'influence de Hasdaï ibn Shaprout, un centre de culture parmi les Juifs d'Espagne.
Dounash y présente, en qualité d'élève de Saadia, sa nouvelle métrique hébraïque. Selon lui, Saadia aurait dit qu'« une telle chose n'a jamais été connue en Israël, » ce qui a été interprété tant comme un compliment qu'un reproche. Il gagne la faveur de Hasdaï grâce à ses poèmes, et s'en prend au secrétaire de celui-ci, Menahem ben Sarouḳ, l'accusant d'avoir critiqué les enseignements grammaticaux de son maître Saadia et de propager des idées karaïtes (courant juif scripturaliste, opposé au judaïsme rabbinique traditionnel). Menahem est promptement démis, et meurt peu après.
Quelque temps plus tard, Dounash est pris à partie par les trois disciples les plus éminents de Menahem, dont Juda ben David Hayyuj, qui tentent de défendre la réputation scientifique de leur maître, et de réfuter les arguments de Dounash. Ils affirment en outre que celui-ci n'a pas seulement cherché à humilier leur maître, mais l'ensemble des savants juifs d'Espagne (Dounash devait vraisemblablement se vanter souvent de sa formation dans les académies talmudiques babyloniennes).
Dounash laisse à son disciple, Yehoudi ben Sheshet, le soin de leur répondre. Les écrits de Yehoudi sont encore plus polémiques et satiriques ; ils contiennent sans aucun doute des arguments inspirés sinon dictés par le maître.
On ne connaît pas grand-chose des circonstances ultérieures de la vie de Dounash. Il a probablement pris la place précédemment occupée par Menahem auprès de Hasdaï, et semble avoir vécu dans l'aisance.
Quoique sa dispute avec Menahem ait été à l'origine du développement de la philologie hébraïque, car les principaux problèmes de la grammaire hébraïque y avaient été abordés, et pour la plupart résolus, Dounash n'a probablement pas vécu assez longtemps pour le voir.

## Œuvres

### Poésie
Dounash ben Labrat a été considéré comme le plus grand poète de son temps, comme le montre Salomon ibn Gabirol, bien que ce soit pour mieux faire l'éloge de Samuel HaNaggid : « Ô Samuel, mort est Ben Labraṭ et tu as pris sa place. S'il vivait, il devrait s'incliner devant toi. » Toutefois, ses poèmes furent, selon Al-Ḥarizi, rapidement oubliés.
Plusieurs pièces ont été préservées, qui contiennent le nom de Dounash (ou Dounash ha-Levi) en acrostiche.

Outre le Deror Yiqra, Dounash a composé pour le chabbat l'hymne Dela Shovav ; Barkhi Yehida, Devei Hasser et Devok hatan baderekh ont également été retenus dans les poèmes chantés lors des mariages.

#### La nouvelle versification hébraïque
Dounash est le premier à utiliser la métrique arabe quantitative dans la poésie hébraïque. Le système poétique biblique reposait sur l'accentuation et non sur la quantité des voyelles. L'innovation de Dounash consiste à faire du shva na' (shva « mobile, ») et des semi-voyelles (shva combiné avec un timbre vocalique, ĕ/ă/ŏ) l'équivalent des voyelles courtes en arabe ; dès lors, seule la longueur compte, et non les accents. Ses critiques font remarquer qu'il dénature la langue biblique en l'arabisant, et l'adapter à une métrique qui n'est pas la sienne. Son hymne Deror Yiqra contient plusieurs exemples d'une telle dénaturation de la langue, Dounash écrivant plusieurs mots à l'état construit afin de les accorder à la rime ou à la métrique, alors que cela ne se justifie absolument pas dans la phrase.
Qu'il ait été le fondateur de la nouvelle métrique hébraïque a été accepté comme un fait historique par ses contemporains, tant par son élève et admirateur Yehoudi ben Sheshet que par ses adversaires, les disciples de Menahem, qui, tout en critiquant son innovation, l'employaient eux-mêmes.
Il semblerait cependant que la véritable innovatrice en la matière, ait été son épouse, dont on ne connaît pas le nom, mais dont un poème a été découvert par Ezra Fleischer en 1984 parmi les documents de la Gueniza du Caire.
Cette innovation a été reprise et élaborée par des poètes ultérieurs, notamment Salomon ibn Gabirol. Elle a sûrement été inspirée en Afrique du Nord où Dounash ibn Tamim et Juda ibn Ḳuraish avaient préparé la voie à une comparaison systématique de l'hébreu et de l'arabe — comparaison à laquelle Ibn Labraṭ donna ensuite son soutien lors de sa dispute avec Menahem, en accusant son adversaire de n'en avoir pas tenu compte.

### Grammaire

#### Objections auMaḥberetde Menahem ibn Sarouḳ
Dounash est l'auteur d'une critique en 180 points du Maḥberet de Menahem ibn Sarouḳ, dans laquelle il déplore l'absence de systématisation et propose le modèle que Menahem aurait dû, selon lui, suivre.
Il est, dans ce livre, le premier grammairien hébraïque à utiliser la notion de mishkal, équivalent du paradigme linguistique, postulant que les lettres-racines sont combinées selon certains mishkalim et possèdent une certaine parenté (par exemple, le pluriel des mots yad, keren, aïn, etc. signifiant respectivement « main, » « corne » et « œil, » est construit sur le mishkal de shnaïm, « deux, » yadaïm, karnaïm, eïnaïm. Tous ont en commun de n'exister, en règle générale, que par deux). 
De plus, Dounash est le premier à lister les verbes selon leur racine trilitère à la forme verbale pa'al (par exemple, la forme pa'al de la racine KTV, « écrire, » est katav), et distingue en outre les racines « lourdes » des racines « légères. »
Selon Abraham ibn Ezra (XIIe siècle), Dounash « fut le seul, avant Ḥayyuj, à s'être éveillé de cette léthargie d'ignorance qui, tel un profond sommeil, tenait toujours les autres dans ses filets. »
Ses positions furent en revanche critiquées dans les Hakhraot (Décisions) de Rabbenou Tam, l'un des plus éminents tossafistes (commentateurs talmudiques du nord de la France et d'Allemagne), car Menahem ibn Sarouḳ y était encore considéré comme la principale autorité en matière de philologie hébraïque. Les Hakhraot furent elles-mêmes contestées par Joseph Ḳimḥi, dont les connaissances scientifiques étaient plus avancées.
Le traité de Dounash a été édité à partir d'un codex de la Bibliothèque bodléienne, avec la critique de Rabbenou Tam, par H. Filipowski (Criticæ Vocum Recensiones, Londres, 1855). 
Les écrits polémiques de Dounash et des élèves de Menahem ont été édités par S. G. Stern (Liber Responsionum, Vienne, 1870).

#### Objections au système de Saadia Gaon
Dounash serait, selon Abraham ibn Ezra, l'auteur d'un traité découvert par ce dernier en Égypte. L'auteur y a initié dans un hébreu très arabisé une classification alphabétique de ses commentaires sur les opinions exégétiques et grammaticales de Saadia Gaon ; la majeure partie du document a cependant été laissée à l'état de notes éparses. Dans la critique de Saadia (à laquelle Ibn Ezra répond par le traité intitulé Sefat Yeter), l'auteur énonce clairement que les racines peuvent contenir des lettres faibles (lettres supposées fonctionnelles et ne pouvant pas faire partie de la racine d'un mot) et que celles-ci pouvaient être éliminées, alors qu'on attribue généralement la démonstration de l'existence de racines trilitères à lettres faibles à Juda ben David Ḥayyuj.
En réalité, Dounash et Ḥayyuj connaissent tous deux la grammaire arabe à un niveau suffisant pour parvenir indépendamment à la même conclusion. Cependant, c'est bien Ḥayyuj qui, sur base de cette constatation, procède à l'élucidation systématique de la conjugaison des verbes susmentionnés, tandis que Dounash n'a fait qu'énoncer que la première, seconde ou troisième lettre de la racine pouvait être « faible. » Par ailleurs, il accepte encore l'idée de racines bilitères et monolitères.
Du fait de sa forme incomplète, ce traité n'a jamais été édité par lui-même, et son existence n'est jamais signalée avant Ibn Ezra. Nathan Porges en conteste l'attribution à Dounash, mais ses arguments sont jugés insuffisants. Il a été édité par R. Schröter sous le titre de Kritik des Dunash b. Labraṭ (Breslau, 1866), à partir du manuscrit n°27 214 du British Museum.